# Karré
 For alternative betydninger, se Karré (flertydig). (Se også artikler, som begynder med Karré)
En karré (fra fransk) boligblok (fra engelsk block). En karré er et kvadrat af høje bygninger, som regel afgrænset af flere gader. I storbyer bruges karré ved vejvisning: til højre efter anden karré".
Betegnelsen anvendtes inden for byggeri og byggebestemmelser; nu inden for sanering og byfornyelse.
| Arkitektur | Spire Denne arkitekturartikel er en spire som bør udbygges. Du er velkommen til at hjælpe Wikipedia ved at udvide den. |